# 18-Methoxycoronaridine
 (février 2021).
La 18-méthoxycoronaridine (18-MC) est un dérivé de l'ibogaïne inventé en 1996 par l'équipe de recherche autour du pharmacologue Stanley D. Glick de l'Albany Medical College et du chimiste Martin E. Kuehne de l'Université du Vermont.  Dans les études animales, il s'est avéré efficace pour réduire l'auto-administration de morphine, de cocaïne, de méthamphétamine, de nicotine et de saccharose,. 18-MC est un antagoniste nicotinique α 3 β 4, contrairement à l'ibogaïne, n'a aucune affinité au sous-type α 4 β 2 ni aux canaux NMDA ni au transporteur de sérotonine, et a une affinité significativement réduite pour les canaux sodium et pour le récepteur σ, mais conserve une affinité modeste pour les récepteurs μ-opioïdes où il agit comme un agoniste, et des récepteurs κ-opioïdes. Les sites d'action dans le cerveau comprennent l'habénule médiale, le noyau interpédonculaire,,, tegmentum dorsolatéral et l'amygdale basolatérale. Il a également été démontré qu'il produit des effets anorexigènes chez les rats obèses, probablement en raison des mêmes actions sur le système de récompense qui sous-tendent ses effets anti-addictifs contre la toxicomanie.
18-MC est aux premiers stades de tests sur l'homme par la société californienne de développement de médicaments Savant HWP. En 2002, l'équipe de recherche a commencé à collecter des fonds pour des essais sur l'homme, mais n'a pas pu 'obtenir les 5 millions de dollars nécessaires. En 2010, Obiter Research, un fabricant de produits chimiques de Champaign, dans l'Illinois, a signé une licence de brevet avec Albany Medical College et l'Université du Vermont, leur donnant le droit de synthétiser et de commercialiser le 18-MC et d'autres congénères.  En 2012, le National Institute on Drug Abuse a accordé une subvention de 6,5 millions de dollars à Savant HWP pour des essais sur l'homme. En 2017, il est entré dans des essais de phase II au Brésil pour le traitement de la leishmaniose à l'Institut Evandro Chagas mais n'a pas été approuvé dans le traitement de la toxicomanie.
Un certain nombre de dérivés du 18-MC ont été développés, plusieurs d'entre eux étant supérieurs au 18-MC lui-même, le congénère méthoxyéthyle ME-18-MC étant plus puissant que le 18-MC avec une efficacité similaire, et l'analogue méthylamino 18-MAC étant plus efficace que le 18-MC avec à peu près la même puissance. On a également découvert que ces composés agissaient comme des antagonistes sélectifs de l'acétylcholine nicotinique α 3 β 4, avec peu ou pas d'effet sur les récepteurs NMDA,.